# Žuče
Žuče (cyr. Жуче) – wieś w Serbii, w okręgu raskim, w gminie Tutin. W 2011 roku liczyła 122 mieszkańców.